# موريسيو روفي
موريسيو دي ليما سانتوس (بالبرتغالية: Maurício de Lima Santos؛ مواليد 17 يونيو 1996)، المعروف باسم موريسيو روفي، هو مُقاتل فنون قتالية مختلطة برازيلي يُنافس حاليًا في فئة الوزن الخفيف في يو إف سي.

## مسيرته في فنون القتال المختلطة

### البدايات
حقق روفي سجلاً حافلاً بالانتصارات، 8–1، منها ثماني ضربات قاضية نافس حصرياً على الساحة البرازيلية الإقليمية. ومن بينها ضربة قاضية في الجولة الثانية على المقاتل المخضرم في يو إف سي، رونيس توريس.

### سلسلة منافسات دانا وايت
تم حجز روفي بعد ذلك للتنافس في الأسبوع التاسع من الموسم السابع من سلسلة منافسات دانا وايت في 3 أكتوبر 2023، ضد المرشح الواعد رايموند ماغوميدالييف. فاز في القتال بالضربة القاضية الفنية في الجولة الثالثة وحصل على عقد من دانا وايت.

### يو إف سي
بعد حصوله على عقده، ظهر روفي لأول مرة في يو إف سي في حدث يو إف سي 301 ضد جيمي مولاركي في 4 مايو 2024. فاز في القتال بالضربة الفنية القاضية في الجولة الأولى. وقد نال عن هذا النزال مكافأة أداء الليلة.
في قتاله القادم، كان من المقرر أن يواجه روفي تشارلي كامبل في يو إف سي 309 في 16 نوفمبر 2024. ومع ذلك، انسحب كامبل من النزال لأسباب غير معلنة وتم استبداله لاحقًا بجيمس لونتوب في نزال بوزن 165 رطلاً. كان وزن لونتوب 1.2 رطل فوق الحد الأقصى لوزن الصيد البالغ 165 رطلاً، وتم تغريمه بنسبة 20 بالمائة من محفظته، والتي ذهبت إلى روفي. فاز روفي بالقتال بقرار القضاة بالإجماع، مسجلاً بذلك المرة الأولى التي يذهب فيها إلى بطاقات النتائج في مسيرته.
ثم سيواجه روفي كينج جرين في يو إف سي 313 في 8 مارس 2025. فاز في القتال بالضربة القاضية في الجولة الأولى باستخدام ركلة العجلة الدوارة. وقد نال عن هذا النزال مكافأة أداء في الليلة أخرى.

## الحياة الشخصية
مستوحى من ون بيس، أطلق شقيق موريسيو لقب روفي على موريسيو قبل أول قتال احترافي له.
في عام 2025، أعلن روفي عن خطط لتوسيع فريقه، فايتينغ نيردز، من خلال افتتاح منشأة تدريب جديدة في نيو هامبشاير، لتوفير مرافق أفضل لزملائه في الفريق والرياضيين الآخرين.

## البطولات والإنجازات
- يو إف سي
  - أداء الليلة (مرتين) ضد جيمي مولاركي وكينغ غرين[8][15]
  - جوائز يو إف سي.كوم
    - 2024: تم تصنيفه في المرتبة الرابعة كأفضل وافد جديد لهذا العام[18]
- بطولة القتال السنتوريون
  - بطولة سنتوريون إف سي للوزن المتوسط
- بطولة ميجا فايت
  - بطولة إم إف سي للوزن الخفيف الفائق

## سجل فنون القتال المختلطة
| السجل المهني |        |         |
| 13 نزال      | 12 فوز | 1 خسارة |
| ضربة قاضية   | 11     | 1       |
| قرار القضاة  | 1      | 0       |

| النتيجة | السجل | الخصم                  | الطريقة                          | الحدث                                                      | التاريخ           | الجولة | الوقت | المكان                      | الملاحظات                                                              |
| ------- | ----- | ---------------------- | -------------------------------- | ---------------------------------------------------------- | ----------------- | ------ | ----- | --------------------------- | ---------------------------------------------------------------------- |
| فاز     | 12–1  | كينغ غرين              | ضربة قاضية (ركلة العجلة الدوارة) | يو إف سي 313                                               | 2025 March 8      | 1      | 2:00  | لاس فيغاس، الولايات المتحدة | أداء الليلة.                                                           |
| فاز     | 11–1  | جيمس لونتوب            | قرار القضاة (بالإجماع)           | يو إف سي 309                                               | 2024 November 16  | 3      | 5:00  | نيويورك، الولايات المتحدة   | نزال في وزن غير محدد (166.2 رطل)؛ أخفق لونتوب في تحقيق الوزن.          |
| فاز     | 10–1  | جيمي مولاركي           | ضربة فنية قاضية (باللكمات)       | يو إف سي 301                                               | 2024 May 4        | 1      | 4:42  | ريو دي جانيرو، البرازيل     | العودة إلى الوزن الخفيف. أداء الليلة.                                  |
| فاز     | 9–1   | ريمون ماغوميدالييف     | ضربة فنية قاضية (باللكمات)       | سلسلة منافسات دانا وايت 65                                 | 2023 October 3    | 3      | 4:45  | لاس فيغاس، الولايات المتحدة |                                                                        |
| فاز     | 8–1   | رونيس توريس            | ضربة فنية قاضية (باللكمات)       | سينتوريون إف سي: ريكس ريدِمبتور                             | 2023 May 26       | 2      | 4:21  | ريو دي جانيرو، البرازيل     | فاز ببطولة سينتوريون إف سي لوزن الوسط.                                 |
| فاز     | 7–1   | كورنيليو روتارو لاسكار | ضربة فنية قاضية (باللكمات)       | سينتوريون إف سي: ريكس ريدِمبتور                             | 2023 May 26       | 1      | 4:23  | ريو دي جانيرو، البرازيل     | الظهور الأول في وزن الوسط. نصف نهائي بطولة سينتوريون إف سي لوزن الوسط. |
| فاز     | 6–1   | برينو لويز غونسالفيس   | ضربة قاضية (بلكمة)               | أرينا برايد إم إم إيه 4                                    | 2022 June 26      | 1      | 1:26  | سانتوس، ساو باولو، البرازيل |                                                                        |
| خسر     | 5–1   | مانويل سوزا            | ضربة قاضية (باللكمات)            | بطولة القتال المتميز 18                                    | 2019 November 13  | 2      | 2:41  | ساو باولو، البرازيل         | العودة للوزن الخفيف.                                                   |
| فاز     | 5–0   | ديرلان مارينيو         | ضربة قاضية (باللكمات)            | بطولة القتال الضخم 2                                       | 2019 June 22      | 1      | 3:35  | أوساسكو، البرازيل           | أول ظهور في الوزن الفائق. فاز ببطولة إم إف سي للوزن الفائق.            |
| فاز     | 4–0   | رافائيل سيلفا          | ضربة قاضية (بلكمة)               | بطولة القتال المتميز 8 بطولة القتال المتميز 8 بطولة القتال | 2018 December 15  | 2      | 1:08  | ساو باولو، البرازيل         | نزال في وزن غير محدد (168 رطل).                                        |
| فاز     | 3–0   | لوكاس كوستا جيسوس      | ضربة فنية قاضية (بالمرفقين)      | بطلة فنون القتال المختلطة 13                               | 2018 June 30      | 1      | 1:42  | أوساسكو، البرازيل           |                                                                        |
| فاز     | 2–0   | ويندسون سانتوس         | ضربة فنية قاضية (باللكمات)       | قولد فايت 9                                                | 2017 August 26    | 1      | 1:04  | ساو باولو، البرازيل         |                                                                        |
| فاز     | 1–0   | مارلون باولا دي سوزا   | ضربة فنية قاضية (باللكمات)       | بطولة القتال المميزة 6                                     | 2016 September 18 | 1      | 0:30  | ساو باولو، البرازيل         | الظهور الأول في الوزن الخفيف.                                          |

## وصلات خارجية
لا توجد روابط لمواقع التواصل الاجتماعي.

- هذه المقالة لا تملك بيانات على ويكي بيانات